# Juquiratiba
Juquiratiba é um distrito do município brasileiro de Conchas, no interior do estado de São Paulo.

## História

### Origem
O local começou a ser habitado no final do século XIX, pouco antes da chegada da estrada de ferro, em torno de 1885. Segundo depoimentos históricos, Pedro Carlos de Arruda morava no quilometro 237 da antiga ferrovia, entre as estações de Conchas e Pirambóia, acima da linha, local onde hoje é a sede do distrito.
Pedro Carlos de Arruda, conhecido por Pedro Salgado, doou um terreno para a Estrada de Ferro Sorocabana construir uma estação ferroviária, apenas solicitando que a denominação da futura estação fosse “Salgado”, inaugurada provavelmente em 1888.

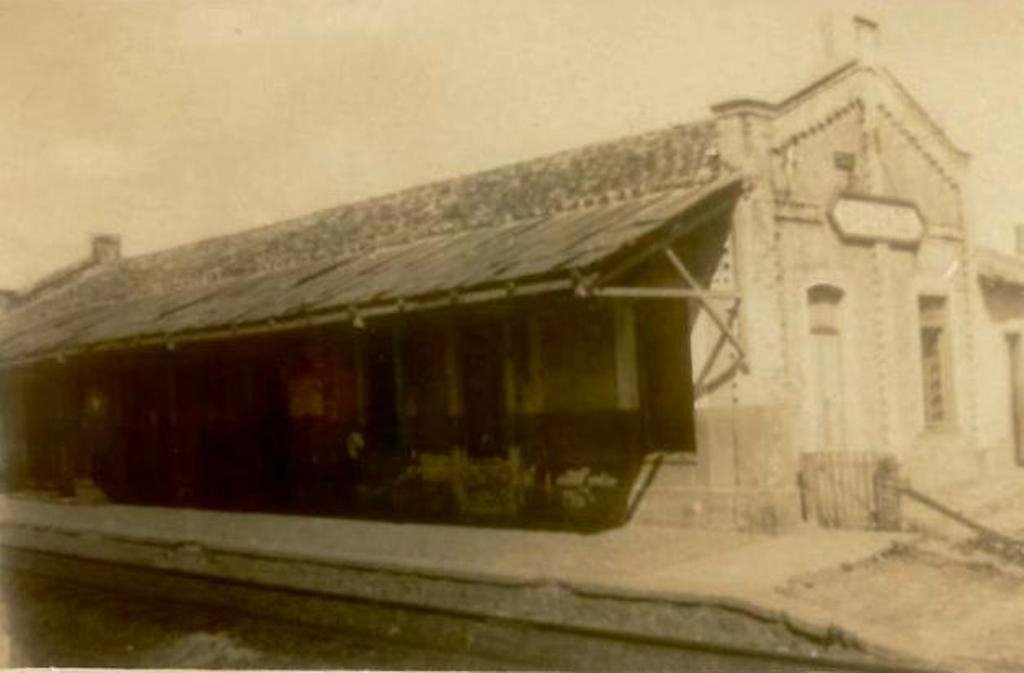
Antiga estação ferroviária de Salgado.

No entanto, notícias de 1898 e de 1900 - portanto, dez a doze anos mais tarde - colocam em dúvida a existência de uma estação no local nessa época. Ao mesmo tempo, não muito longe dali mudou-se a família do Sr. José Paulino Lameu. No ano de 1900, os engenheiros da Sorocabana descobriram que no sítio do Sr. José Paulino havia água em abundância e negociaram a captação da mesma.
Também um terreno que foi propriedade do Sr. Manoel Ferreira e posteriormente do Sr. Amim Jorge e hoje pertencente a família Capellari foi usado no mesmo ano pela ferrovia, que precisava de uma área na esplanada para que pudesse construir ao lado da linha caixas para captação de água e abastecimento de locomotivas.
Já o povoado de Salgado, que deu origem ao distrito, se desenvolveu ao redor dessa estação ferroviária inaugurada pela Estrada de Ferro Sorocabana.
No início muitas famílias buscavam o sonho de uma vida melhor e para ali se mudaram, entre elas as famílias dos senhores Antonio Costa Magueta, Antonio Ferreira Gomes, Manoel Mesquita, João Gaspar, Antonio Olintho, Alexandre Hummel, Francisco Pasqualik, Antonio Machado e Francisco Machado (irmãos conhecidos como bondade). Da colônia libanesa vieram as famílias Chaguri, Jorge, Miguel e Calixto José. Da colônia portuguesa destaca-se as famílias de Antonio e Joaquim Gomes.
Nesse período até 1928, muitas outras famílias vieram fixar residência no local, tanto pelo emprego na estrada de ferro ou pela aquisição de pequenos sítios como as famílias Machado, Sebastião de Miranda, Gomes Pinto, Pires de Camargo, Francisco, Gomes, Gilbertti, Almeida, Domingues, Paes de Camargo, Papin, Monzano, Matos, Ferreiras, Arruda, Miguel, Caprioli, Ribeiro, Abud, Oliveira e inúmeras outras que ainda residem no local. Embora todas estas famílias tivessem o objetivo de ali permanecer, muitas delas com o passar do tempo foram-se mudando.
A mudança do nome de Salgado para Juquiratiba ocorreu por ato do Governador Ademar de Barros quando da criação do distrito, que a justificou afirmando que Juquiratiba em tupi-guarani quer dizer Salgado, mas a mudança foi a contragosto dos moradores do local na época.

### Formação administrativa
- Distrito criado pelo Decreto-Lei n° 14.334 de 30/11/1944, com o povoado de Salgado mais terras do distrito sede de Conchas[5].

## Geografia

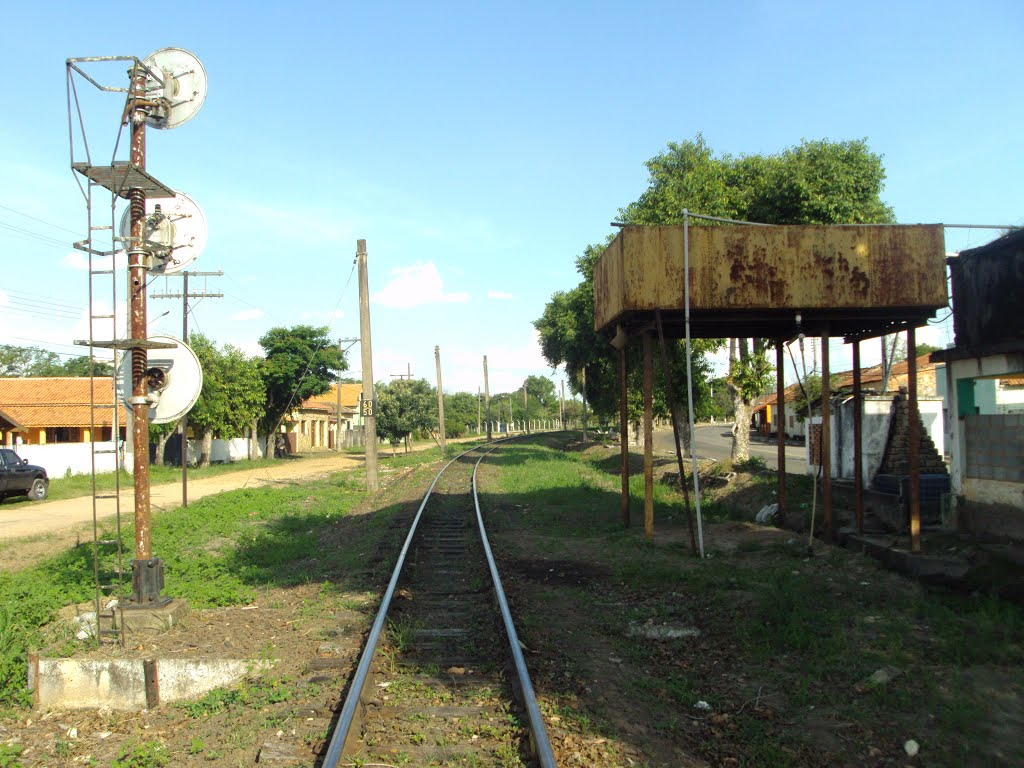
Pátio Juquiratiba.

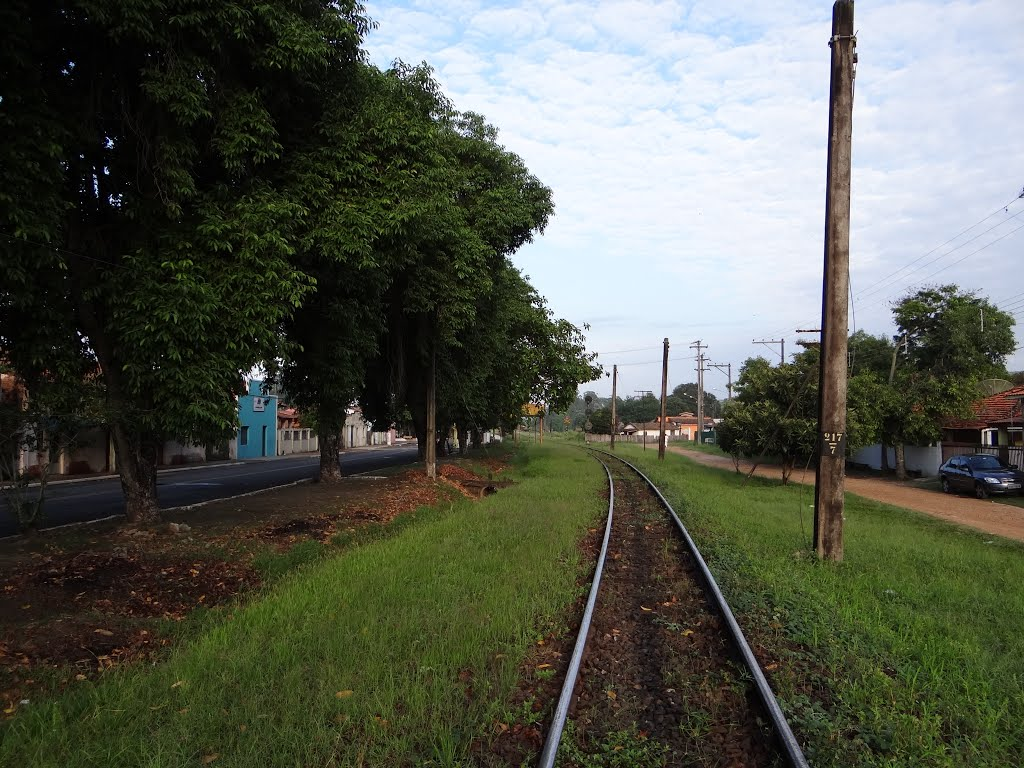
Trecho da ferrovia na área urbana.

### Demografia

#### População urbana
| Crescimento população urbana | Crescimento população urbana | Crescimento população urbana | Crescimento população urbana |
| Censo                        | Pop.                         |                              | %±                           |
| ---------------------------- | ---------------------------- | ---------------------------- | ---------------------------- |
| 1950                         | 518                          |                              | —                            |
| 1960                         | 443                          |                              | −14,5%                       |
| 1970                         | 446                          |                              | 0,7%                         |
| 1980                         | 375                          |                              | −15,9%                       |
| 1991                         | 328                          |                              | −12,5%                       |
| 2000                         | 348                          |                              | 6,1%                         |
| 2010                         | 372                          |                              | 6,9%                         |
| Fonte: IBGE e Fundação SEADE |                              |                              |                              |

#### População total
Pelo Censo 2010 (IBGE) a população total do distrito era de 682 habitantes.

### Área territorial
A área territorial do distrito é de 140,952 km².

### Bairros rurais
A zona rural de Juquiratiba é compreendida pelos seguintes bairros: São José, Água da Onça, Polis, Morro Azul, Amaros, Sebastiães, Volta Seca, Rio do Peixe, Barra, Ferreiras, Capellari (Bela Vista), Ferreiras.

### Rodovias
O distrito possui acesso direto a Rodovia Marechal Rondon (SP-300) através de estrada vicinal com aproximadamente 9 km.

### Ferrovias
Pátio Juquiratiba (ZJZ) da Linha Tronco (Estrada de Ferro Sorocabana), sendo a ferrovia operada atualmente pela Rumo Malha Oeste.

## Serviços públicos

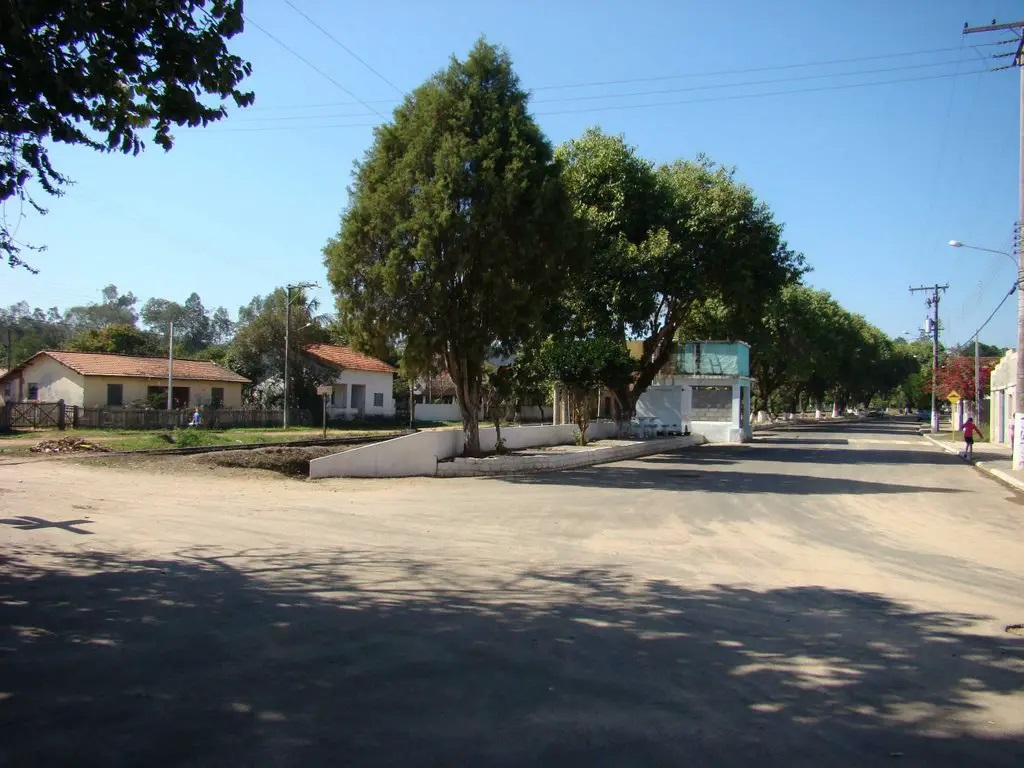
Aspecto local.

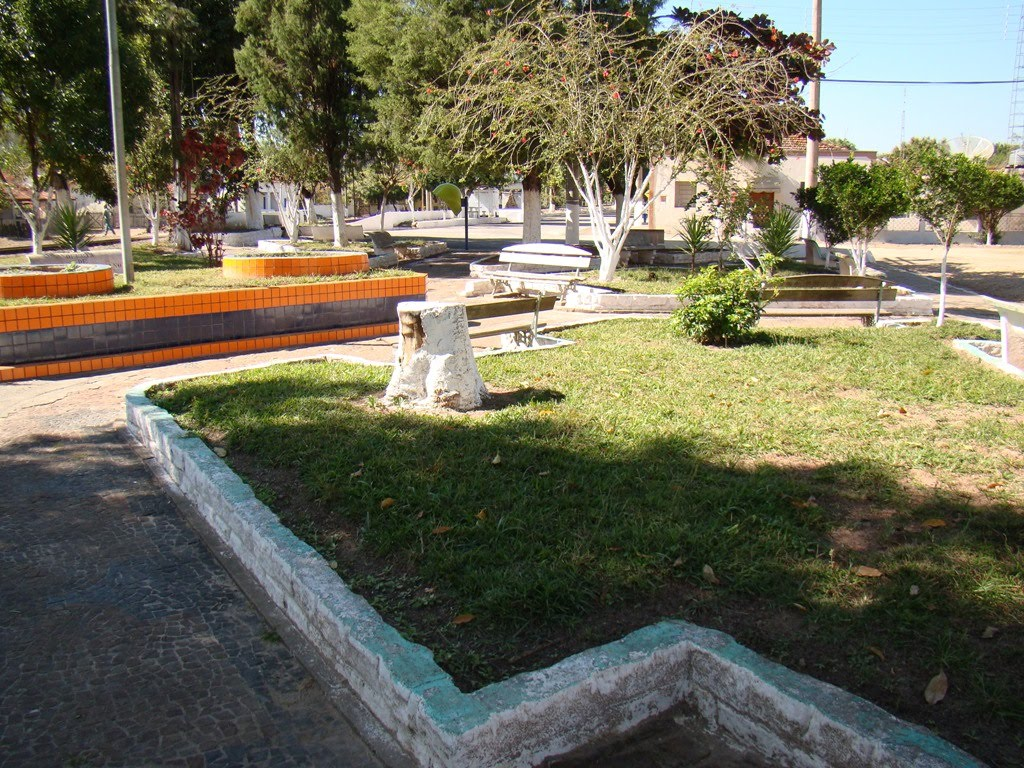
Praça.

### Registro civil
A instalação do Distrito de Paz aconteceu no dia 5 de junho de 1946, às 17 horas, na residência do Sr. Agenor Machado, com a presença do Juiz de Direito Dr. Jair Junqueira. No ato compareceram o titular Lindolfo Camargo, Pedro Urso (escrevente do Cartório de Registros) e várias pessoas de destaque do lugar.
O Cartório de Registro Civil das Pessoas Naturais do distrito ainda continua ativo. Os primeiros registros dos eventos vitais realizados neste cartório são:
- Nascimento: 07/06/1946
- Casamento: 29/06/1946
- Óbito: 17/07/1946

### Saneamento
O serviço de abastecimento de água é feito pela Companhia de Saneamento Básico do Estado de São Paulo (SABESP).

### Energia
A responsável pelo abastecimento de energia elétrica é a Neoenergia Elektro, antiga CESP.

### Telecomunicações
O distrito era atendido pela Telecomunicações de São Paulo (TELESP), que inaugurou uma central telefônica no Bairro de Santana para também atender o distrito, e que é utilizada até os dias atuais. Em 1998 esta empresa foi vendida para a Telefônica, que em 2012 adotou a marca Vivo para suas operações.

## Religião
O Cristianismo se faz presente no distrito da seguinte forma:

### Igreja Católica
- A igreja faz parte da Arquidiocese de Botucatu[19].

### Igrejas Evangélicas
- Assembleia de Deus - O distrito possui congregação da Assembleia de Deus Ministério do Belém, vinculada ao Campo de Sorocaba[20][21].
- Congregação Cristã no Brasil[22].